# Hermann Wagener
Pour les articles homonymes, voir Wagener.
Friedrich Wilhelm Hermann Wagener, également Herrmann (né le 8 mars 1815 à Segeletz, maintenant partie de Wusterhausen/Dosse et mort le 22 avril 1889 à Friedenau près de Berlin) est un avocat prussien, rédacteur en chef de la Neue Preußische Zeitung (Kreuzzeitung) et est un responsable ministériel et homme politique prussien conservateur.

## Biographie
Wagener est le fils du pasteur d'une ville proche de Neuruppin. Après avoir obtenu son diplôme d'études secondaires à Salzwedel, il étudie le droit à l'université de Berlin à partir de 1835. Il traite de la philosophie juridique de Friedrich Julius Stahl (de) et des idées économiques de Karl Ludwig von Haller sur le principe de légitimité.
Hermann Wagener suit la carrière juridique habituelle, devient avocat stagiaire au tribunal régional supérieur de Francfort-sur-l'Oder sous le vice-président Ludwig von Gerlach en 1838 et travaille de 1844 à 1847 en tant qu'assesseur dans les usines d'amélioration en Prusse; plus tard au consistoire de la province de Saxe. En 1847, il devient assesseur du tribunal régional supérieur et du consistoire de Magdebourg et s'occupe des litiges disciplinaires contre Leberecht Uhlich.
En 1848, il démissionne de la fonction publique et s'installe comme avocat à l'Upper Tribunal. En tant que membre du Parti conservateur naissant, il fonde le monarchiste Neue Preussische Zeitung, avec Ernst Ludwig von Gerlach et Friedrich Julius Stahl, entre autres, au cours de l'année révolutionnaire de 1848. Jusqu'en 1854, il est rédacteur en chef. Theodor Fontane, qui travaille sous lui à cette époque, déclare dans ses mémoires qu'il a une prévoyance politique et le qualifie de "sorte de marginal de Bismarck". Avec cette activité, Wagener devient l'un des publicistes conservateurs les plus connus et les plus controversés, certainement aussi grâce à la collaboration journalistique réussie avec Otto von Bismarck. En 1848, il fonde l'Association pour le roi et la patrie .
En 1854, il quitte la rédaction du Kreuzzeitung, investit sa rémunération dans le domaine de Dummerwitz près de Neustettin et travaille comme avocat à Berlin jusqu'en 1856. Après avoir démissionné de son poste d'avocat en 1856 avec le titre de Justizrat, il est élu député de Poméranie-Occidentale. En plus de son activité oratoire à la Chambre des représentants de Prusse et depuis 1867 au Reichstag de la confédération d'Allemagne du Nord et en 1871 au Reichstag, il tente également de justifier scientifiquement les opinions conservatrices dans le « Lexique de l'État et de la société » publié par lui depuis 1859.
En 1861, il participe à la fondation de la conservatrice Association du peuple prussien (de), active jusqu'en 1872. Le 29 mars 1866, contre la volonté du roi Guillaume Ier, il est nommé conseiller conférencier au ministère d'État, Bismarck cherchant par son intermédiaire à rallier à sa politique au moins une partie du vieux parti conservateur. En même temps, Bismarck le consulte sur les questions sociales. Fontane rapporte que Wagener essaye de tromper Bismarck pour qu'il « combatte la bourgeoisie détestée par la social-démocratie ». En d'autres termes, il encourage Bismarck à parler à Ferdinand Lassalle. Dans le premier Reichstag, il soutient également avec succès Bismarck avec ses discours sur la constitution impériale allemande et la loi jésuite. Les efforts de Wagener pour fonder un parti social-conservateur en 1872 échouent.
En 1873, il devient le premier conseiller au ministère d'État, mais n'est pas admis par l'empereur Guillaume Ier à donner une conférence personnelle, car des rumeurs se sont répandues entre-temps sur sa participation à des fondations douteuses (Pommersche Centralbahn (de)), ce que son adversaire politique Eduard Lasker déclare publiquement à la Chambre des représentants en 1873. Wagener doit non seulement remettre sa démission, mais est également condamné par les tribunaux à payer 40 000 thalers de bénéfices illégaux, ce qui lui fait perdre toute sa fortune. En 1878, il fonde l'association interconfessionnelle "Association conservatrice sociale".
Hermann Wagener publie de nombreux ouvrages d'actualité, par exemple sur la question sociale. Son ouvrage le plus important est le Staats- und Gesellschaftslexikon de 1862. Il écrit le programme du Parti conservateur allemand de 1876 et est aussi le père intellectuel du projet d'assurance des travailleurs.
Hermann Wagener, membre de l'Église catholique apostolique, est décédé à Friedenau en 1889 à l'âge de 74 ans.
Politiquement, Wagener veut freiner l'influence de l'Église catholique contre le « pape social » avec un « empereur social » ( Une solution à la question sociale du point de vue de la réalité et de la pratique, 1878).

## Travaux
- Das Judentum und der Staat. Berlin 1857.
- Denkschrift über die wirtschaftlichen Associationen und sozialen Koalitionen. Neuschönefeld 1867 (Ver. eig. Eugen Dühring).
- Staats- und Gesellschaftslexikon. Berlin 1859–1867, 23 Bände; Supplement 1868 books.google.com
- Die Lösung der sozialen Frage vom Standpunkt der Wirklichkeit und Praxis. Von einem praktischen Staatsmanne. Bielefeld und Leipzig 1878.
- Die Politik Friedrich Wilhelm IV. Berlin 1883.
- Erlebtes. Meine Memoiren aus der Zeit von 1848–1866 und von 1873 bis jetzt. 1. Abteilung. Berlin 1884.
- Erlebtes. Meine Memoiren aus der Zeit von 1848–1866 und von 1873 bis jetzt. 2. Abteilung. Berlin 1885.
- Die kleine aber mächtige Partei. Nachtrag zu „Erlebtes“. Meine Memoiren aus der Zeit von 1848–1866 und von 1873 bis jetzt. Berlin 1885
- Die Mängel der christlich-sozialen Bewegung. Minden 1885.